# Tiempo Atómico Internacional
El Tiempo Atómico Internacional es un estándar atómico de alta precisión para medir el tiempo propio de un cuerpo geoide con un reloj atómico.
Con la invención del reloj atómico en 1948, se hizo posible medir el tiempo de manera más precisa e independiente de los movimientos de la Tierra, a través del conteo de las transiciones del átomo de cesio 133. Los físicos asumieron el trabajo de los astrónomos de medir el tiempo, y definieron el segundo como el tiempo que necesita el átomo de cesio 133 para efectuar exactamente 9.192.631.770 transiciones. La elección de 9.192.631.770 se hizo para igualar el segundo atómico con el segundo medio solar en el año de su introducción. En la actualidad, diversos laboratorios del mundo tienen relojes de cesio 133. De manera periódica, cada laboratorio le indica al Bureau International de l’Heure (BIH) de París cuántas veces ha hecho marca su reloj. El BIH promedia estas marcas para producir el Tiempo Atómico Internacional, lo cual se abrevia como TAI. Así, el TAI es exactamente el número medio de marcas de los relojes de cesio 133, desde la medianoche del 1 de enero de 1958 (el comienzo del tiempo), dividido entre 9.192.631.770.

## Cronología
La escala del tiempo se ligaba al período de rotación de la Tierra, que se suponía uniforme, denominado Tiempo Universal o TU, Donde el segundo estaba definido como 1/86.400 del día solar medio. Sin embargo, la rotación de la Tierra no es uniforme por múltiples causas (como fuerzas de marea o sobre todo a interacciones gravitatorias con el Sol y la Luna). Para resolver este problema se define el Tiempo de efemérides o TE, que se basa en el movimiento orbital de la Tierra alrededor del Sol más que en la rotación de la Tierra sobre su eje.
En 1949 se puso en funcionamiento el primer reloj atómico basado en la frecuencia de resonancia de la molécula de amoníaco, pero no era más preciso que un reloj con oscilador de cuarzo. 
En los años 1950 apareció el primer reloj de haz de cesio; en 1958 se empezó a usar para medir el tiempo de forma experimental.
En 1960 se instaló el primer máser de hidrógeno, la exactitud de los nuevos relojes es del orden del microsegundo por año. Los astrónomos instituyeron el Tiempo de efemérides (TE), aunque cambiaría de nombre en 1984 por el de Tiempo Dinámico Terrestre (TDT o TT).
En el año 1967, la extraordinaria precisión del reloj atómico posibilita que se redefina el segundo: 

Un segundo es la duración de 9.192.631.770 periodos de la radiación emitida en la transición entre los dos niveles hiperfinos del estado fundamental del átomo de cesio 133, con campo magnético cero.

El número de oscilaciones fue escogido para que su duración fuera lo más similar posible al segundo de efemérides establecido en 1900.
En 1972 se hace oficial una nueva escala de tiempo: el Tiempo Atómico Internacional o TAI.

## Independencia del tiempo astronómico
El Tiempo Atómico significa que por vez primera la unidad de tiempo, el segundo, no está ligada a un fenómeno astronómico.
La navegación, la aviación y el transporte actuales se rigen por el Tiempo Atómico. El Sistema de Posición Geográfica o GPS (Global Position System) requiere la precisión y estabilidad de los relojes atómicos para localizar posiciones en la Tierra. Cada satélite GPS lleva cuatro relojes atómicos con los cuales puede apreciar pequeñísimas diferencias de tiempo en las señales emitidas, para poder ubicar la posición mediante trilateración (o multilateración).

## Actualidad
Desde el 31 de diciembre de 2016, tras la introducción de un nuevo segundo intercalar, el TAI esta exactamente 37 segundos por delante de UTC: 10 segundos de diferencia inicial al comienzo de 1972, más 27 segundos de adelanto del UTC desde 1972. El TAI forma parte del Tiempo Universal Coordinado o UTC, que proporciona las señales horarias que ponen en punto los relojes.
El Servicio Internacional de Rotación de la Tierra y Sistemas de Referencia (International Earth Rotation and Reference Systems Service) o IERS, y el Observatorio de París, determinaron que el 30 de junio o el 31 de diciembre son las fechas adecuadas para añadir o quitar un segundo al año, si fuera preciso.